# Novrouz en Azerbaïdjan

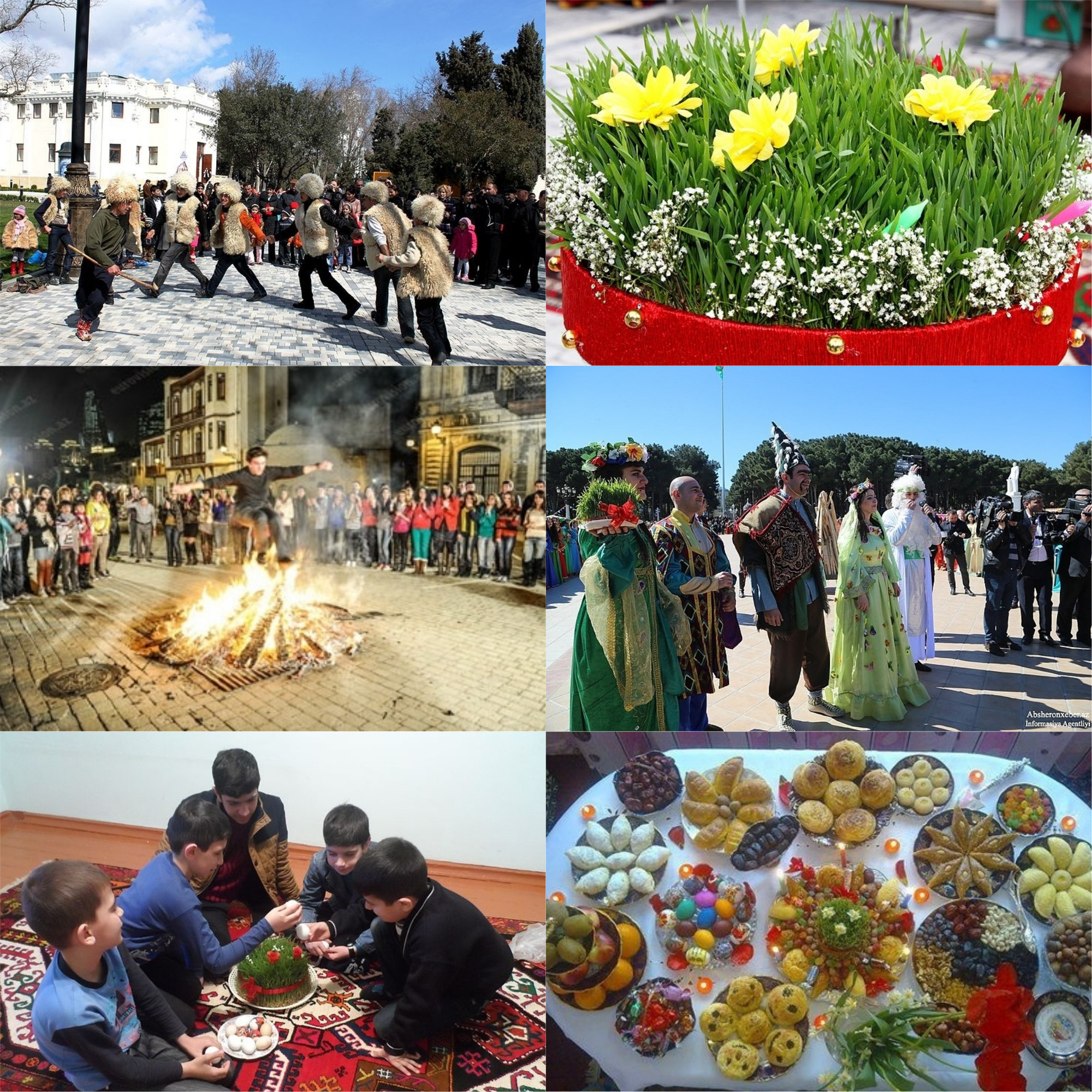
Novrouz en Azerbaïdjan

La fête de Novrouz (en azerbaïdjanais: Novruz bayramı) est célébrée chaque année en Azerbaïdjan pendant cinq jours, y compris les 20 et 21 mars, l'équinoxe vernal. Les jours de vacances de Novruz pour l’année prochaine sont déterminés et annoncés à la population jusqu’à la fin du mois de décembre. La fête est célébrée en l'honneur de l'arrivée du printemps, renouveau de la nature. 
Au temps de Novrouz selon la tradition populaire, des feux sont allumés, divers confiseries sont préparées (chekerboura, badamboura, baklava, gogal), elles sont décorées avec de l'intuition (nourriture recueillie sur un plateau), le samani est planté etc.
Novruz est une célébration de l'optimisme, la victoire des forces vitales de la nature, son épanouissement violent. 
La fête de Novrouz  a été inscrit en 2009 par l'UNESCO sur la liste représentative du patrimoine culturel immatériel de l'humanité.

## Origine de la fête
Le parti Novrouz est issu de la religion zoroastrienne et a émergé il y a environ 3000 ans.  Cette fête est la célébration agricole du culte de la fertilité, célébration de l'entrée du printemps.

## Traditions et coutumes

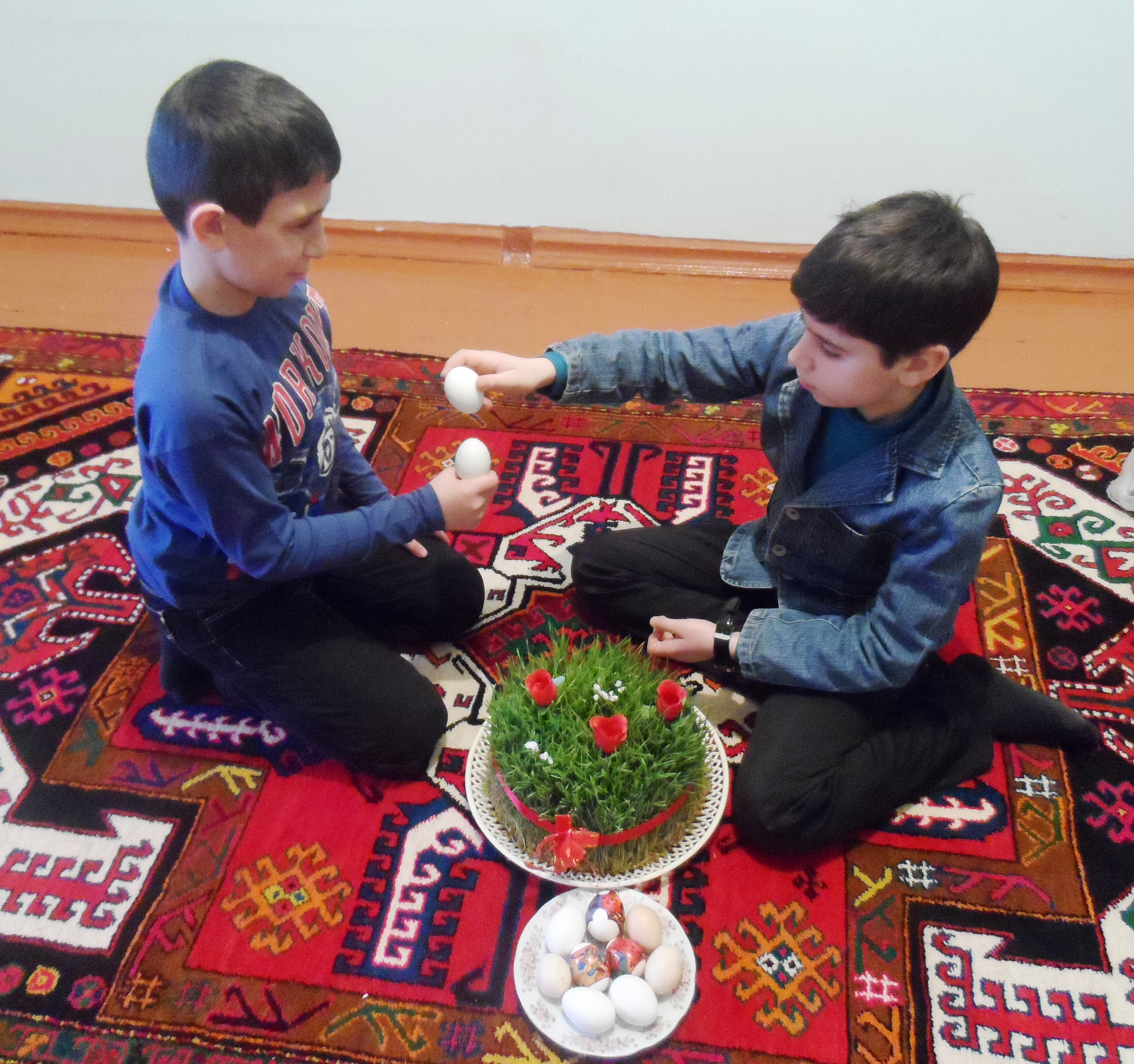
La bataille d’œufs

Généralement, la préparation de Novrouz commence un mois avant le festival. Chacune des quatre prochaines semaines est consacrée à l'un des quatre éléments et est appelée en conséquence en Azerbaïdjan. Chaque mardi, les gens célèbrent le jour de l'un des quatre éléments: eau, feu, terre et vent. Les gens nettoient la maison, plantent des arbres, font de nouvelles robes, peignent des œufs, font des pâtisseries nationales comme le chekerboura, le baklava, le chorgoghal et une grande variété de plats nationaux. Le blé est frit avec du kichmich (raisins secs) et des noix (govurga).  Il y a aussi « la bataille d’œufs » : les deux concurrents entrechoquent des œufs bouillis et le premier qui a cassé l’œuf de l’adversaire a gagné. En hommage aux croyances zoroastriennes pré-islamiques, chaque mardi pendant quatre semaines avant les vacances, les enfants sautent par-dessus de petits feux et des bougies sont allumées. La veille des fêtes, les tombes des proches sont visitées et entretenues[réf. nécessaire]. 
Différents jeux et spectacles traditionnels, tels que «Kos-kosa» (symbolisant l’arrivée du printemps), «Khidir Ilyas» (symbole de la fertilité et de la floraison), la divination, etc. Les chanteurs folkloriques chantent des chansons, les lutteurs testent leur force.
Novrouz est des vacances en famille. Le soir précédant les vacances, toute la famille se réunit autour de la table des fêtes, préparée avec divers plats pour enrichir le Nouvel An. La fête dure plusieurs jours et se termine par des danses publiques festives et autres animations de groupes folkloriques, des compétitions de sports nationaux. En milieu rural, les vacances de récolte sont marquées.
La décoration de la table de fête est khontcha, un grand plateau en argent ou en cuivre avec du Samani, des pousses vertes issues de graines de blé placées au centre, des bougies et des œufs teints par le nombre de membres de la famille qui l’entoure. La table devrait être au moins composée de sept plats.

## En philatélie
En 1991, le timbre postal de l'URSS a été émis, dédié à la célébration de Novrouz en Azerbaïdjan. En 1996, 1998 et 2011 des timbres-poste de l'Azerbaïdjan dédiés à la fête de Novrouz ont été émis.

## Galerie

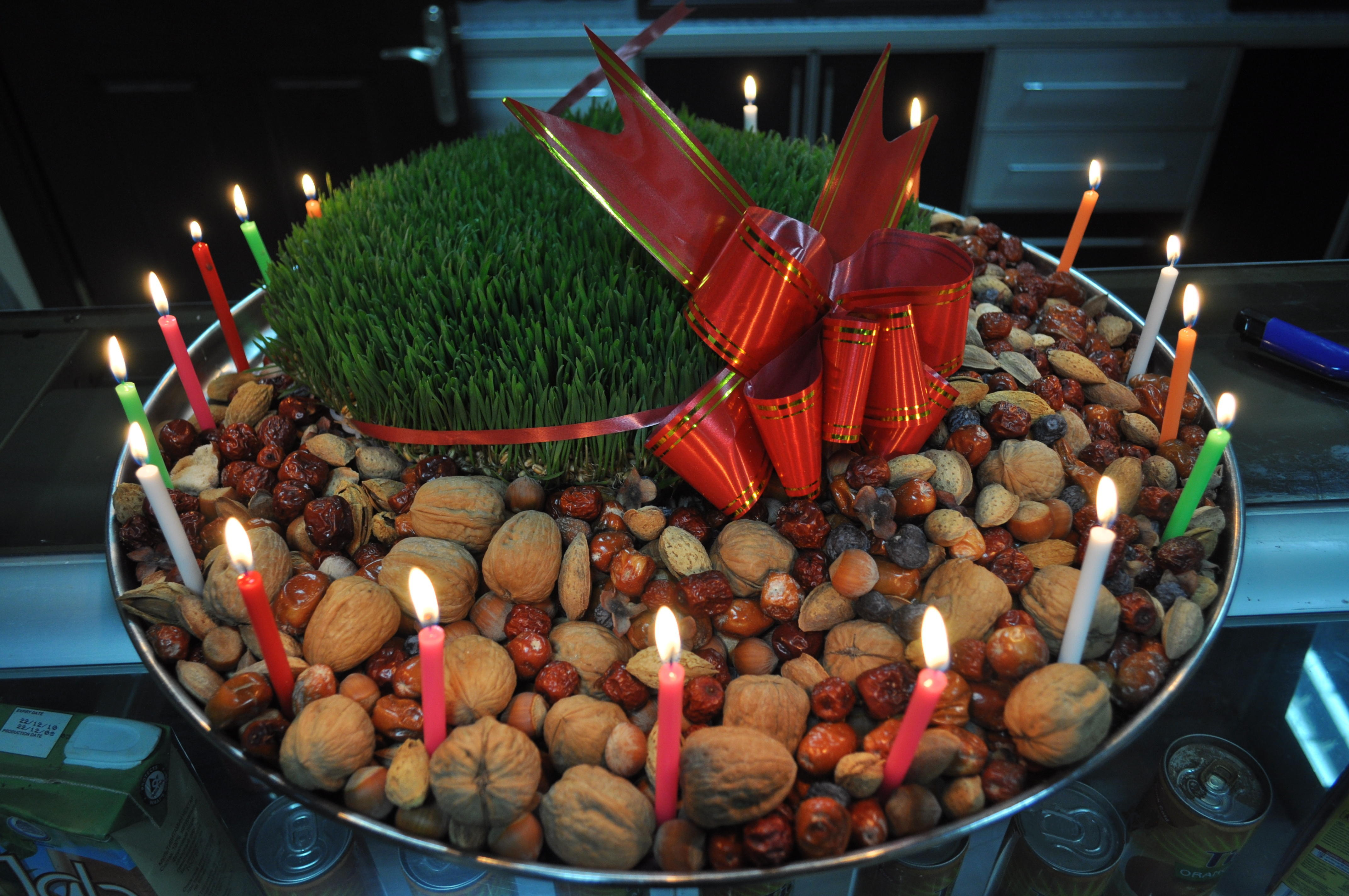
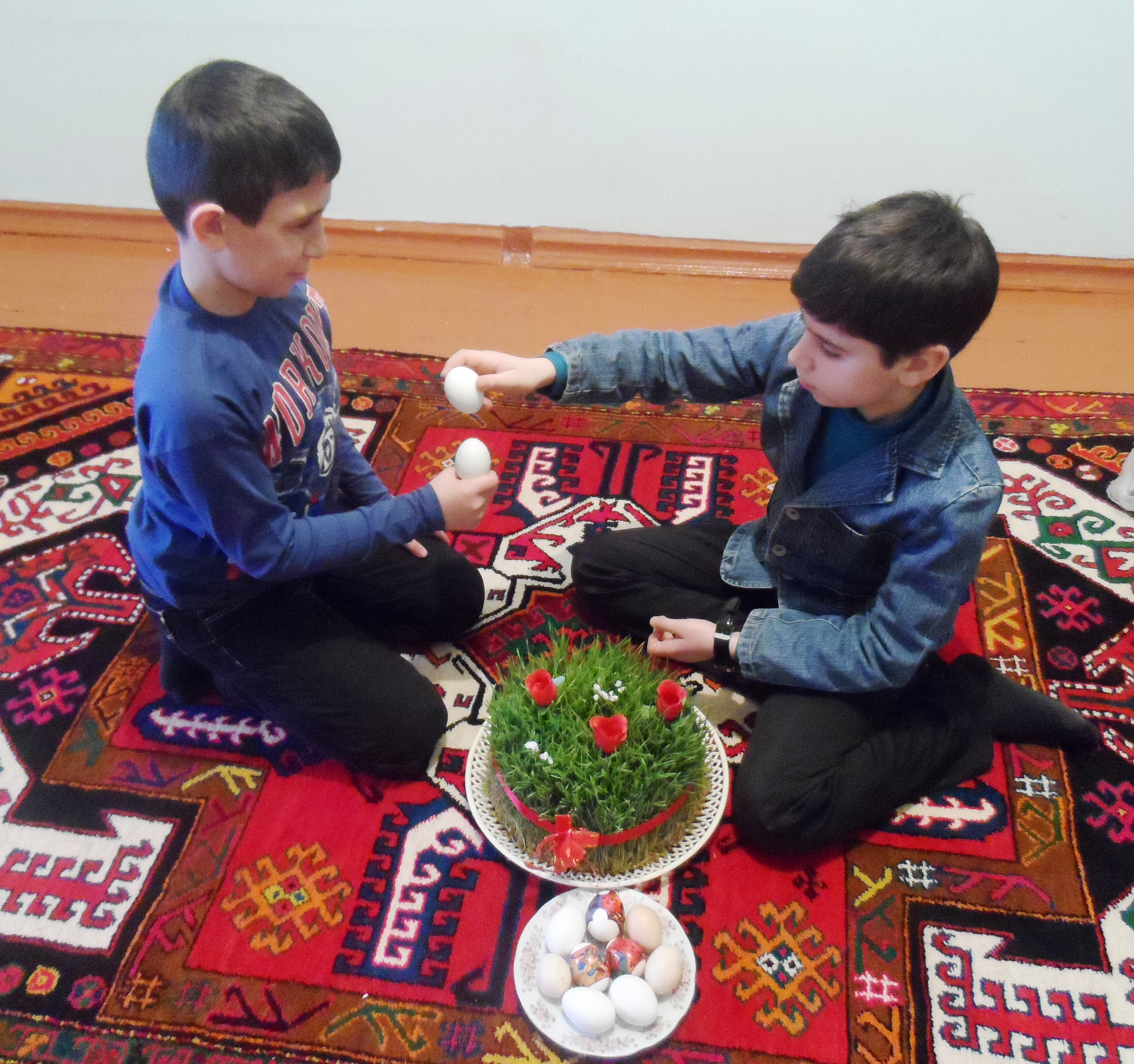
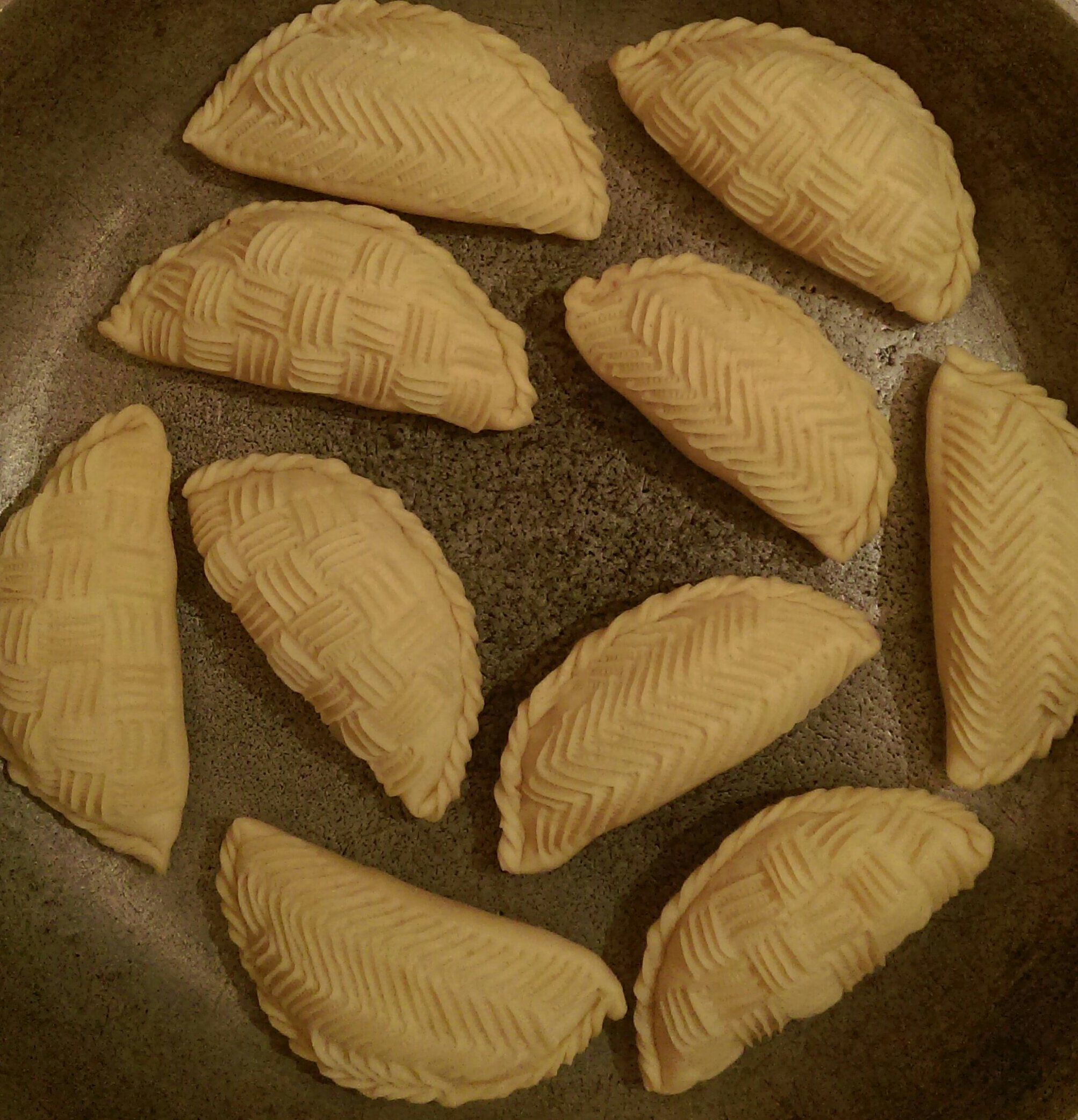
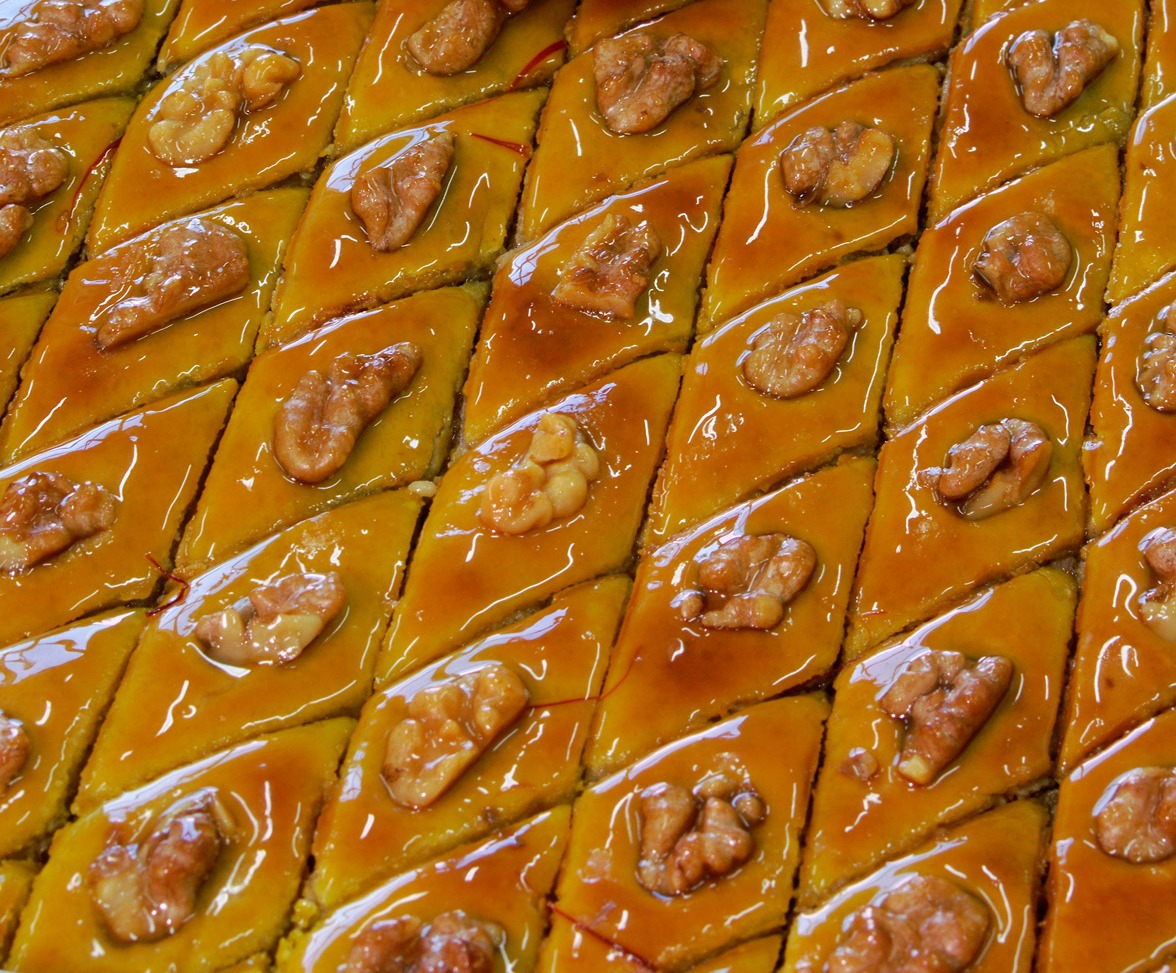
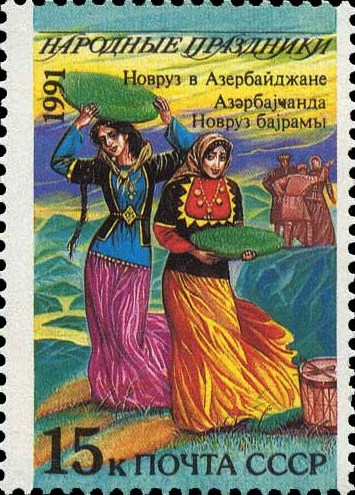
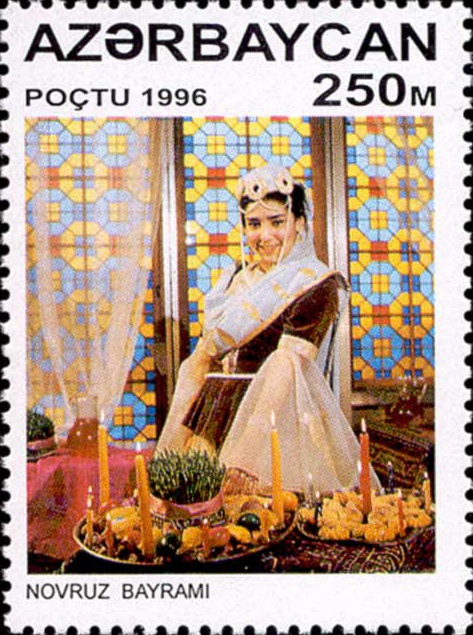
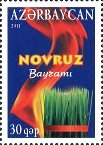
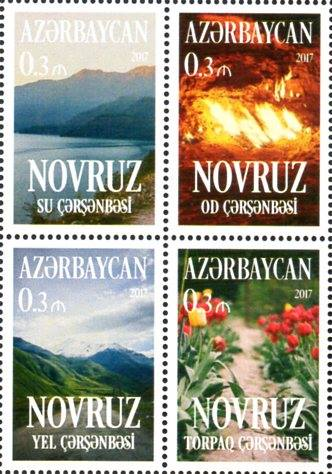